# Make It or Break It/Episodenliste
Diese Episodenliste enthält alle Episoden der US-amerikanischen Jugend-Dramaserie Make It or Break It, sortiert nach der US-amerikanischen Erstausstrahlung. Zwischen 2009 und 2012 entstanden in drei Staffeln 48 Episoden mit einer Länge von jeweils etwa 42 Minuten.

## Übersicht
| Staffel | Episodenanzahl | Erstausstrahlung USA | Erstausstrahlung USA | Deutschsprachige Erstausstrahlung | Deutschsprachige Erstausstrahlung |
| Staffel | Episodenanzahl | Staffelpremiere      | Staffelfinale        | Staffelpremiere                   | Staffelfinale                     |
| ------- | -------------- | -------------------- | -------------------- | --------------------------------- | --------------------------------- |
| 1       | 20             | 22. Juni 2009        | 8. März 2010         | 8. Januar 2012                    | 17. Juni 2012                     |
| 2       | 20             | 28. Juni 2010        | 23. März 2011        | 24. Juni 2012                     | 4. November 2012                  |
| 3       | 8              | 26. März 2012        | 14. Mai 2012         | 11. November 2012                 | 13. Januar 2013                   |

## Staffel 1
Die Erstausstrahlung der ersten Staffel war vom 22. Juni 2009 bis zum 8. März 2010 auf dem US-amerikanischen Kabelsender ABC Family zu sehen. Die deutschsprachige Erstausstrahlung sendete der deutsche Free-TV-Sender sixx vom 8. Januar bis zum 17. Juni 2012.
| Nr. (ges.) | Nr. (St.) | Deutscher Titel                    | Originaltitel                               | Erstausstrahlung USA | Deutschsprachige Erstausstrahlung (D) | Regie              | Drehbuch                         |
| ---------- | --------- | ---------------------------------- | ------------------------------------------- | -------------------- | ------------------------------------- | ------------------ | -------------------------------- |
| 1          | 1         | Die Neue                           | Pilot                                       | 22. Juni 2009        | 8. Jan. 2012                          | Steve Miner        | Holly Sorensen                   |
| 2          | 2         | Wo ist Marty?                      | Where’s Marty?                              | 29. Juni 2009        | 15. Jan. 2012                         | Steve Miner        | Holly Sorensen                   |
| 3          | 3         | Die Party                          | Blowing Off Steam                           | 6. Juli 2009         | 22. Jan. 2012                         | Steve Miner        | Michael Gans & Richard Register  |
| 4          | 4         | Harte Schule                       | Sunday, Bloody Sasha, Sunday                | 13. Juli 2009        | 29. Jan. 2012                         | Norman Buckley     | Joanna Johnson                   |
| 5          | 5         | Mutter, Tochter, Supermodel        | Like Mother, Like Daughter, Like Supermodel | 20. Juli 2009        | 5. Feb. 2012                          | David Paymer       | Amy Turner                       |
| 6          | 6         | VERPATZT!                          | Between a Rock and a Hard Place             | 27. Juli 2009        | 12. Feb. 2012                         | Michael W. Watkins | Doug Stockstill                  |
| 7          | 7         | Lauf, Emily, Lauf                  | Run, Emily, Run                             | 3. Aug. 2009         | 19. Feb. 2012                         | Fred Gerber        | Kerry Lenhart & John J. Sakmar   |
| 8          | 8         | Liebeschaos                        | All’s Fair in Love, War and Gymnastics      | 10. Aug. 2009        | 26. Feb. 2012                         | Chris Grismer      | Michael Gans & Richard Register  |
| 9          | 9         | Wo ist Kaylie?                     | Where’s Kaylie?                             | 17. Aug. 2009        | 4. März 2012                          | Ron Underwood      | Joanna Johnson                   |
| 10         | 10        | Alle für Eine                      | All That Glitters                           | 24. Aug. 2009        | 11. März 2012                         | Patrick Norris     | Holly Sorensen                   |
| 11         | 11        | Im letzten Moment                  | The Eleventh Hour                           | 4. Jan. 2010         | 18. März 2012                         | Norman Buckley     | Kerry Lenhart & John J. Sakmar   |
| 12         | 12        | Der neue Nationaltrainer           | Follow the Leader                           | 11. Jan. 2010        | 25. März 2012                         | Chris Grismer      | Joanna Johnson                   |
| 13         | 13        | Das Traumpaar                      | California Girls                            | 18. Jan. 2010        | 1. Apr. 2012                          | David Paymer       | Doug Stockstill & Holly Sorensen |
| 14         | 14        | Spaß ist alles                     | Are We Having Fun Yet?                      | 25. Jan. 2010        | 1. Apr. 2012                          | Michael Robison    | Amy Turner                       |
| 15         | 15        | Er liebt mich, er liebt mich nicht | Loves Me, Loves Me Not                      | 1. Feb. 2010         | 15. Apr. 2012                         | Fred Gerber        | Michael Gans & Richard Register  |
| 16         | 16        | Der Abschlussball                  | Save the Last Dance                         | 8. Feb. 2010         | 22. Apr. 2012                         | Helen Shaver       | Kerry Lenhart & John J. Sakmar   |
| 17         | 17        | Unfaire Entscheidungen             | Hope and Faith                              | 15. Feb. 2010        | 20. Mai 2012                          | Chris Grismer      | Doug Stockstill                  |
| 18         | 18        | Bingo!                             | The Great Wall                              | 22. Feb. 2010        | 3. Juni 2012                          | Guy Bee            | Joanna Johnson                   |
| 19         | 19        | Überwinde deine Angst              | The Only Thing We Have to Fear…             | 1. März 2010         | 10. Juni 2012                         | Norman Buckley     | Michael Gans & Richard Register  |
| 20         | 20        | Sind wir eine Familie?             | Are We Family?                              | 8. März 2010         | 17. Juni 2012                         | Michael Lange      | Holly Sorensen                   |

## Staffel 2
Die Erstausstrahlung der zweiten Staffel war vom 28. Juni 2010 bis zum 23. Mai 2011 auf dem US-amerikanischen Kabelsender ABC Family zu sehen. Die deutschsprachige Erstausstrahlung sendete der deutsche Free-TV-Sender sixx vom 24. Juni bis zum 4. November 2012.
| Nr. (ges.) | Nr. (St.) | Deutscher Titel          | Originaltitel                 | Erstausstrahlung USA | Deutschsprachige Erstausstrahlung (D) | Regie             | Drehbuch                        |
| ---------- | --------- | ------------------------ | ----------------------------- | -------------------- | ------------------------------------- | ----------------- | ------------------------------- |
| 21         | 1         | Auf der richtigen Seite  | Friends Close, Enemies Closer | 28. Juni 2010        | 24. Juni 2012                         | Patrick Norris    | Joanna Johnson                  |
| 22         | 2         | Alles oder nichts        | All or Nothing                | 5. Juli 2010         | 1. Juli 2012                          | Fred Gerber       | Kerry Lenhart & John J. Sakmar  |
| 23         | 3         | Revierkämpfe             | Battle of the Flexes          | 13. Juli 2010        | 8. Juli 2012                          | J. Miller Tobin   | Amy Turner                      |
| 24         | 4         | Und der Rocky geht an…   | And the Rocky Goes To…        | 20. Juli 2010        | 15. Juli 2012                         | Bethany Rooney    | Holly Sorensen                  |
| 25         | 5         | Ich werde nicht Tanzen!  | I Won’t Dance, Don’t Ask Me   | 27. Juli 2010        | 22. Juli 2012                         | David Paymer      | Michael Gans & Richard Register |
| 26         | 6         | Außer Rand und Band      | Party Gone Out of Bounds      | 3. Aug. 2010         | 29. Juli 2012                         | Felix Alcala      | Joanna Johnson                  |
| 27         | 7         | Falsches Spiel           | What Are You Made Of?         | 10. Aug. 2010        | 5. Aug. 2012                          | Glenn L. Steelman | Holly Sorensen                  |
| 28         | 8         | Tiefpunkt                | Rock Bottom                   | 17. Aug. 2010        | 12. Aug. 2012                         | Chris Grismer     | Liz Maccie                      |
| 29         | 9         | Das Foto                 | If Only…                      | 24. Aug. 2010        | 19. Aug. 2012                         | David Paymer      | Michael Gans & Richard Register |
| 30         | 10        | Das WM-Team              | At the Edge of the Worlds     | 31. Aug. 2010        | 26. Aug. 2012                         | Chris Grismer     | Kerry Lenhart & John J. Sakmar  |
| 31         | 11        | Unsichere Zukunft        | The New Normal                | 28. März 2011        | 2. Sep. 2012                          | Michael Lange     | Holly Sorensen                  |
| 32         | 12        | Endlich frei!            | Free People                   | 4. Apr. 2011         | 9. Sep. 2012                          | Fred Gerber       | Joanna Johnson                  |
| 33         | 13        | Bittere Wahrheiten       | The Buddy System              | 11. Apr. 2011        | 16. Sep. 2012                         | Glenn L. Steelman | Amy Turner                      |
| 34         | 14        | Die Blamage              | Life or Death                 | 18. Apr. 2011        | 23. Sep. 2012                         | David Paymer      | Michael Gans & Richard Register |
| 35         | 15        | Rumänische Überraschung  | Hungary Heart                 | 25. Apr. 2011        | 30. Sep. 2012                         | Rod Hardy         | Kerry Lenhart & John J. Sakmar  |
| 36         | 16        | Das Ende eines Traums    | Requiem for a Dream           | 2. Mai 2011          | 7. Okt. 2012                          | Michael Schultz   | Holly Sorenson                  |
| 37         | 17        | Vertrau dir selbst!      | To Thine Own Self Be True     | 9. Mai 2011          | 14. Okt. 2012                         | John Behring      | Liz Maccie                      |
| 38         | 18        | Liebe oder Freundschaft? | Dog Eat Dog                   | 16. Mai 2011         | 21. Okt. 2012                         | Chris Grismer     | Michael Gans & Richard Register |
| 39         | 19        | Schatten der Wahrheit    | What Lies Beneath             | 23. Mai 2011         | 28. Okt. 2012                         | David Paymer      | Joanna Johnson                  |
| 40         | 20        | Die Goldmedaille         | Worlds Apart                  | 23. Mai 2011         | 4. Nov. 2012                          | Michael Schultz   | Kerry Lenhart & John J. Sakmar  |

## Staffel 3
Die Erstausstrahlung der dritten Staffel war vom 26. März bis zum 14. Mai 2012 auf dem US-amerikanischen Kabelsender ABC Family zu sehen. Die deutschsprachige Erstausstrahlung erfolgte zwischen dem 11. November 2012 und dem 13. Januar 2013 auf dem Sender sixx.
| Nr. (ges.) | Nr. (St.) | Deutscher Titel              | Originaltitel          | Erstausstrahlung USA | Deutschsprachige Erstausstrahlung (D) | Regie           | Drehbuch                         |
| ---------- | --------- | ---------------------------- | ---------------------- | -------------------- | ------------------------------------- | --------------- | -------------------------------- |
| 41         | 1         | Neuer Trainer – Neues Glück? | Smells Like Winner     | 26. März 2012        | 11. Nov. 2012                         | Michael Schultz | Kerry Lenhart & John J. Sakmar   |
| 42         | 2         | Vertrauenssache              | It Takes Two           | 2. Apr. 2012         | 18. Nov. 2012                         | Michael Lange   | Amy Turner                       |
| 43         | 3         | Unter Druck                  | Time is of the Essence | 9. Apr. 2012         | 25. Nov. 2012                         | Jonathan Frakes | Liz Maccie                       |
| 44         | 4         | Die Verräterin               | Growing Pains          | 16. Apr. 2012        | 30. Dez. 2012                         | David Paymer    | Mary Hanes & Ken Hanes           |
| 45         | 5         | Der Familientag              | Dream On               | 23. Apr. 2012        | 6. Jan. 2013                          | Steve Miner     | Andrea Conway Kagey              |
| 46         | 6         | Hör auf’s Universum          | Listen to the Universe | 30. Apr. 2012        | 6. Jan. 2013                          | Glenn Steelman  | Michael Gans & Richard Register  |
| 47         | 7         | Missbraucht!                 | Truth Be Told          | 7. Mai 2012          | 13. Jan. 2013                         | Bethany Rooney  | Liz Maccie & Andrea Conway Kagey |
| 48         | 8         | London, wir kommen           | United Stakes          | 14. Mai 2012         | 13. Jan. 2013                         | Michael Schultz | Mary Hanes & Ken Hanes           |